# Ernst Christian Westphal

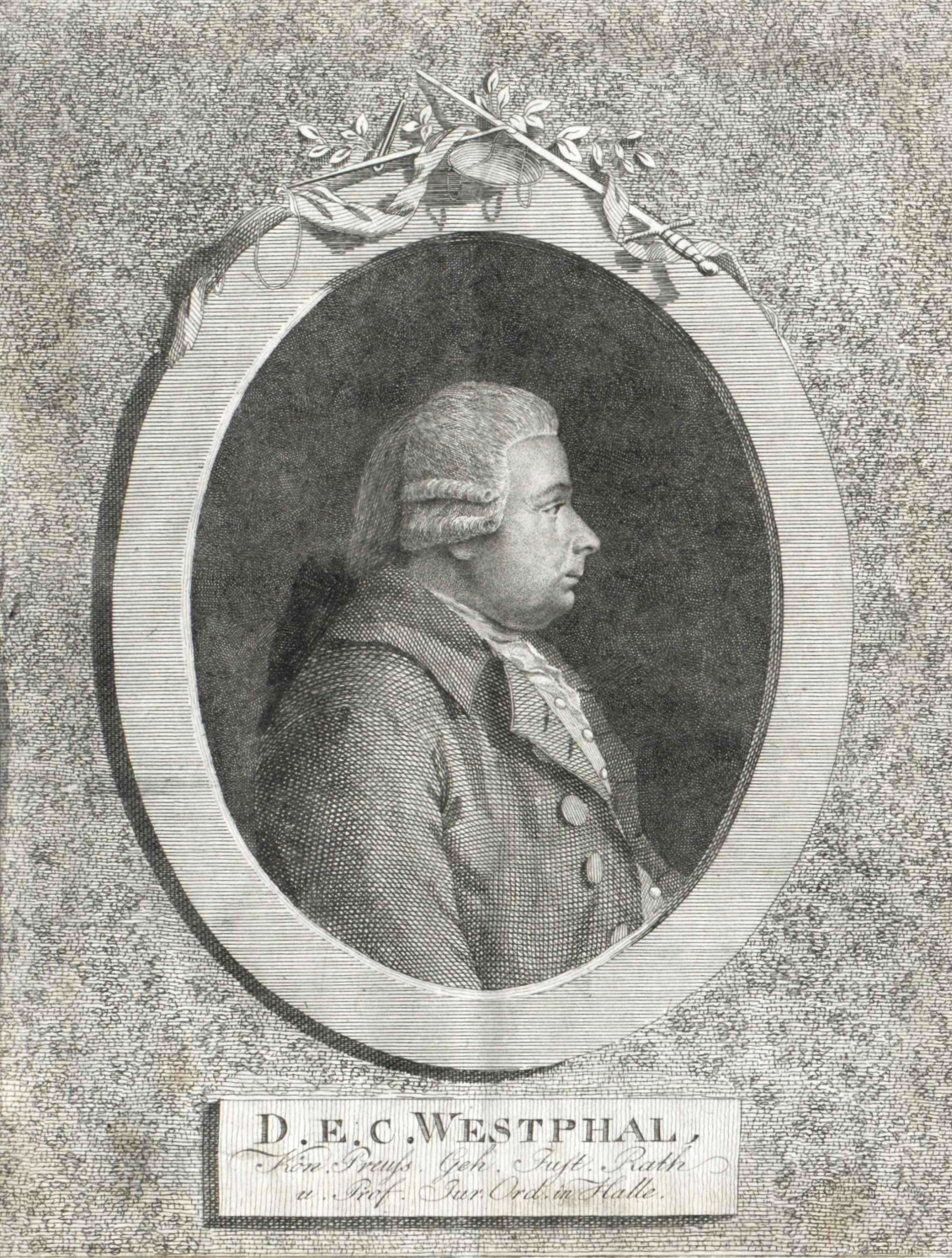
Ernst Christian Westphal

Ernst Christian Westphal (* 22. Januar 1737 in Quedlinburg; † 29. November 1792 in Halle (Saale)) war ein deutscher Rechtswissenschaftler.

## Leben
Westphal wurde als Sohn eines königlich preußischen Juristen und Steuerrates geboren. Sein jüngerer Bruder war der evangelische Theologe Georg Christian Erhard Westphal (1752–1808). Er studierte seit 1753 an der Universität Halle und promovierte dort 1757 zum Doktor der Rechte. Er hielt dann dort juristische Vorlesungen, wurde am 13. Januar 1761 außerordentlicher Professor und erlangte im selben Jahr am 26. Juli eine ordentliche Professur an der juristischen Fakultät. 1764 stieg er zum vierten ordentlichen Beisitzer der Juristenfakultät auf, war 1767 Ephorus der Magdeburgischen Freitische, 1775 dritter Beisitzer der Juristenfakultät, 1781 zweiter Beisitzer der Juristenfakultät und 1791 Senior der juristischen Fakultät. Damit übernahm er zugleich die Aufsicht über das Münz- sowie Naturalienkabinett und wurde königlich-preußischer geheimer Justizrat. Westphal beteiligte sich auch den organisatorischen Aufgaben der Hallenser Hochschule und war 1771/72 Prorektor der Alma Mater.

## Wirken
Westphal war vermutlich der bedeutendste und selbständigste Schüler Daniel Nettelbladts (1719–1791). In seinem umfangreichen Werk legte er den Schwerpunkt auf die Methodik. Zwei Werkreihen lassen sich unterscheiden:
Das eine Mal handelt es sich um Verwertung juristisch interessanter Fälle aus der Spruchpraxis. Hier hat sich Westphal eine Methode erdacht, um dieselben so mosaikartig im Anschluss an irgendein Kompendium oder System des betreffenden Faches zusammenzustellen, dass daraus jedes Mal eine Art von Kommentar zu dem gewählten Kompendium hervorgeht. Auf diese Weise hat er das deutsche und reichsständische Privatrecht in zwei Bänden (Halle 1783–1784), das Strafrecht (Halle 1785), das Lehr- und Staatsrecht (Halle 1784) und die Pandekten in zwei Bänden (Halle 1792), nach eigenen Systemen bearbeitet.
Die andere Gruppe beschäftigt sich mit Monographien aus dem gemeinen Recht, unter starker Betonung des Quellenstudiums. Die Methode soll hier bestehen in gründlicher Kommentierung aller auf den Stoff bezüglicher Quellenstellen, deren Ergebnisse dann systematisch zu ordnen sind. Für die schriftstellerische Ausführung wird die Exegese der einzelnen Quellenstellen, von welcher der Forscher auszugehen hat, in die Noten verwiesen; den Text sollen die systematisch geordneten Ergebnisse bilden. Ein Index soll nachweisen, dass in den Noten tatsächlich alle zur Sache gehörigen Quellenstellen Besprechung, also auch im Texte Verwertung, gefunden haben. Wie man sieht, ist diese „hermaneutisch-exegetisch-systematische Methode“ an sich, abgesehen von dem öden Schematismus, nicht so übel. Nur in Westphals Hand versagte sie, mangels der Fähigkeit zu wirklichem Quellenverständnis, ja mangels aller Liebe zur Sache.
So kam es, dass er in leichtfertigster Weise, wo seine eigene Methode Quellenstudium verlangt hätte, sich mit Verwertung der älteren Quellenkommentare begnügte und dabei noch in der Auswahl der Autoren und Ansichten, welchen er sich anschloss, besonders ungeschickt war, und so sind seine monographischen Darstellungen, welche sich über das ganze Gebiet des Sachen-, Obligationen- und Erbrechts in einer Reihe von Sonderschriften ausdehnen, zu ungenießbaren Kompilation geworden. Die beste unter ihnen ist noch die etwas gründlicher gearbeitete erste, der „Versuch einer systematischen Erläuterung der sämtlichen Römischen Gesetze vom Pfandrecht“ (Leipzig 1770), während die späteren immer mehr entarten.
Im rückblickenden Kontext bleibt Westphal ein Vielschreiber ohne erheblichen Wert. Es werden ihm jedoch gewisse methodische Verdienste um das Quellenstudium und um die Form der Monographie, sowie um die Benutzung der deutschen Sprache für solche Arbeiten, eingeräumt. In der von ihm eingeführten Übung, den darstellenden Text durch lange Noten von der Exegese zu entlasten, hat er selbst Savignys Werk über den Besitz noch beeinflusst, dasselbe Werk, welches ihn inhaltlich so unbedingt verurteilt.

## Werke
- Diss. de effectu feloniae vasalli quoad succeflores feudales legítimos innocentes. Halle 1757, 1779
- Diss. de effectu feloniae vasalli quoad successores feudales, praeter legitimos, et effcctu feloniae successorum feudalium, quoad alios successores feudales. Halle 1757, 1779
- Progr. de iure singulorum. Halle 1757, 1779
- Diss. de veris casibus matrimonii putativi. Halle 1758, 1779
- Diss. de conditiono potestativa institutioni liberorum adiecta. Halle 1758, 1779
- Diss. de consortibus et adiutoribus criminum, eorumque poena et noxa, seeundum leges Germaniae crimínales generatim. Halle 1760, 1779
- Progr. de duplici actione restitutoria omnibus fere in integrum restítutioníbus praetoriis communi. Halle 1760, 1779
- Conspectus scientifico litterarius pandectarum Schaumburgianarum. publicis praelectionibus accommodatus. Halle 1760
- Conspectus scientífico-litterarius pandectarum Heinecciaaarum, publicis praelectionibus accommodatus. Halle 1760
- Diss. de iure accrescendi inter cohaeredas, interdum iure non decrescendi, ioterdum secus. Halle 1761, 1779
- Diss. statistico-historica de veris initiis circulorum Imperii. Halle 1761
- Diss. de indole bonae fidei in praescriptionibus. Halle 1764, 1779
- Atrium iuris universi praefertim civilis ad elementa Heinecciana accommodatum in tabulis. Halle 1766
- Versuch einer systematischen Erläuterung der sämtlichen römischen Gesetze vom Pfandrechte. Leipzig 1770, 1791, 1800
- Pietatis monumentum, quod viro ill. D.Jo. Nitzschio, Regí Boruss. a consiliis belli etc. posuit. Halle 1770
- Institutiones iuris civilis de libertate et servitutibus praediorum artis ordine digestae. Leipzig 1773
- Systematische Anleitung zur Kenntniss der besten Bücher in der Rechtsgelahrheit. Leipzig 1774, 1779, Halle 1791
- Institutiones iuris naturalis, artis ordine digestae et ab arbitrariis fori sententiis purgatae. Leipzig 1776
- Rechtliche Abhandlung von denen Pertinenzstücken eines verkauften Hauses. Halle, 1778
- Rechtliche Bestärkung der Meynung: dass herrschaftliche Forderungen aus einem Vertrage zwar mit einer stillschweigenden, doch nicht privilegierten Hypothek versehen sind. 1778
- Exercitationum academicarum ad materias diversas iuris pertinentium fasciculus de annis 1757—1764. Halle 1779
- Rechtliche Abhandlung von Verpfändung fremder Güter. 1779
- Rechtliche Abhandlung von der Uebergabe und Belehnung. 1779
- Rechtliche Abhandlung von dem Unfall des Heyrathsguths, bei Trennung der Ehe. 1779
- Rechtliche Abhandlung von dem Gebrauch des justinianeisehen Rechts in dem teutschen Staatsrechte. 1779
- Rechtliche Abhandlung von den Vermächtnissen, die nicht auf gewisse Sachen oder Summen, sondern auf einen Theil des Nachlasses überhaupt, gerichtet sind. Halle 1780
- Rechtliche Abhandlung von denen Gerechtsamen derer teutschen Reichsstände in Kirchensachen. 1780
- Rechtliche Abhandlung von dem Handel über künstigen ungewissen Gewinst. 1783
- Von dem rechtlichen Beweise einer Verneinung. 1783
- Das Teutsche und Reichsständische Privatrecht, in wissenschaftlich geordneten und mit praktischen Ausarbeitungen bestärkten Abhandlungen und Anmerkungen über dessen wichtigste Gegenstände. 1. Teil Leipzig 1783, 2. Teil. ebend. 1784, und Leipzig 1798
- Grundsätze von rechtlicher Beurtheilung der aus Hitze des Zorns unternommenen erlaubten und unerlaubten Handlungen. Halle 1784
- Teutschlands heutiges Lehnrecht. Leipzig 1784
- Teutschlands heutiges Staatsrecht, in wissenschaftlich geordneten und mit prakt. Ausarbeitungen bestärktcn Abhandl. und Anmerkungen über dessen wichtigste Gegenstände. Leipzig 1784
- Gedanken von der Würkung des Eingehens und Aufhebens katholischer Klößer in Ansehung der Protetestanten in Teutschland; nebst eingeinischten Zweifeln gegen die von den Giessenschen Schriftstellern in der Mainzischen Klostersache gemachten Erklärung des Westphalischen Friedens, ihnen und andern zur Gelegenheit, durch deren Auflösung die Wahrheit noch mehr zu bestätigen. Halle 1784
- Teutschlands heutiges Criminalrecht, in wissenschaftlich geordneten und. mit praktischen Ausarbeitungen hestärkten Abhandlungen u. Anmerkungen über dessen wichtigste Gegenstande. Leipzig 1785
- Die Tortur der Griechen, Homer und Teutschen; eine zusammenhängende Erklärung der davon redenden Gesetze. Leipzig 1785
- Spuren der göttlichen Regierung in dem Lehen und Absterben des den Preussischen Staaten durch den Tod entrissenen grossen Königs Friedrich. Leipzig 1786
- Der Vater des Vaterlandes, ein Gemählde von Friedrich Wilhelm dem 2ten, König von Preussen, entlehnt und Ihm gewidmet. Leipzig 1787
- Rechtliche Abhandlungen aus verschiedenen Theilen der Rechtsgelahrheit. Halle 1787
- System des Röm. Rechts über die Arten der Sachen, Besitz, Eigenthum und Verjährung. Leipzig 1788 (eigentl. 1787), Frankf. u. Leipzig, 1791
- Lehre des gemeinen Rechts vom Kauf-, Pacht-, Mieth- und Erbzinsltontrakt, von der Cession, auch der Gewähr des Eigenthums, und der Mängel. Leipzig 1788, 1807
- Orationes duae. Altera de orthodoxia religionis Jureconsultis recens a nonnullis exprobrata, altera de vera Dei cognitione et reverentia rebus publicis christianis necessaria. Accedit censurae edicti regii hujus anni, quo in sacris docendi licentia coërcetur, confutatio. Halle 1788
- Glück und Vorzug des Christen; ein Lehrgedicht, Frideriken Luisen, Königin von Preussen, gewidmet. Halle 1789 (eigentl. 1788)
- Theorie des Römischen Rechts von Testamenten, deren Erblasser und Erben, ihrer Form u. Gültigkeit. Leipzig 1790 (eigentl. 1789)
- Systematischer Commentar über die Gesetze von Vorlegung und Eröffnung der Testamente, Annehmung und Ablehnung der Erbschaft, den Rechten und Pflichten des Erben, auch dessen processorischen und petitorischen Rechtsmitteln. Halle 1790
- Diss. sistens quaestiones juris privati: an legatum, qui modus dotis, adjectus modo non impleto, corruat? Halle 1790
- Meditationis philosophici et theologici argumenti; quibus addita est: beati J. P. Milleri, Theologi Gottingensis, et beati Nitzschii, ICti Haleniis, delineata effigies. Leipzig 1790
- Progr. in memoriam viri perillustris D. Dan. Nettelbladtii - nomine ICtorum hujus Fridericianae ordinis scriptum. Halle 1791
- Hermeneutisch - systematische Darstellung der Rechte von Vermächtnissen und Fideicommissen, deren Bestimmungen, Ungültigkeit und Aufhebung, Accretion, Transmission, Quarten, Cautionen, Erklärung und Rechtsmitteln, imgleichen von Concillen. 2. Bd. Leipzig 1791
- Lehre des gemeinen Rechts vom Kauf-, Pacht-, Mieth- und Erbzinskontract, der Cession, auch der Gewähr des Eigenthums und der Mängel. 1791
- Untersuchung der Frage: ob ein ohne die vorgeschriebene Form gemachtes Testament des vorhanden gewesenen ausserordentlichen Rothfalls wegen gültig sey? 1791
- Rettung der Vollkommenheiten Gottes bey dem Uebel in der Welt. ein Lehrgedicht Halle 1792
- Oeffentliche und Privat - Rechtsgutachten und ausgesuchte Erkenntnisse des bürgerlichen Rechts; nebst vorausgeschickter wissenschaftlichen Zusammenstellung der darin und in den Erkenntnissen dieses Fachs angewendeten Grundsätze, nach Ordnung der Pandekten. 2 Bände. Leipzig 1793
- System der Lehre von den einzeln Vermächtnissarten, und der Erbtheilungsklage. 1793
- Das Teutsche und reichsständische Privatrecht: In wissenschaftlich geordneten und mit praktischen Ausarbeitungen bestärkten Abhandlungen und Anmerkungen über dessen wichtigste Gegenstände. Leipzig 1798